# Jeff Bucknum
 (juillet 2020).
Si vous disposez d'ouvrages ou d'articles de référence ou si vous connaissez des sites web de qualité traitant du thème abordé ici, merci de compléter l'article en donnant les références utiles à sa vérifiabilité et en les liant à la section « Notes et références ».
Jeff Bucknum (né le 12 juillet 1966 à Glendale, Californie ) est un pilote américain de voitures de course. Il est le fils de Ronnie Bucknum, pilote de Formule 1 lors des Championnats . 
Il a participé à quatre reprises à l'IndyCar Series en 2005, y compris à l'Indianapolis 500, avec en meilleur classement la 10e place à l'Infineon Raceway. Il a également conduit une voiture dans la catégorie LMP2 de l'American Le Mans Series où il s'est classé 2e des points de la série en 2005. 
En 2006, Bucknum a fait équipe avec Ron Hemelgarn pour sa deuxième apparition en Indy 500, au cours de laquelle il a eu l'honneur d'être le premier qualifié du mois, mais a été impliqué dans un crash au deuxième tour et a terminé 32e. Il a été annoncé le 12 juillet 2006 que Bucknum conduirai pour le reste de la saison IndyCar pour Foyt Enterprises. Il a terminé 3 des 6 courses lors desquelles il a piloté pour Foyt en 2006 et n'a terminé que 13e. 

## Record de course

### Résultats du Championnat national SCCA
| Année | Piste    | Voiture | Moteur | Classe        | Arrivée | Début | Statut      |
| ----- | -------- | ------- | ------ | ------------- | ------- | ----- | ----------- |
| 1998  | Mid-Ohio | Étoile  | Mazda  | Formule Mazda | DSQ     | 1     | Disqualifié |

### Résultats des 24 Heures du Mans
| Année | Équipe              | Copilotes                     | Voiture          | Classe | Tours | Pos. | Class Pos. <br/> Class Pos. |
| ----- | ------------------- | ----------------------------- | ---------------- | ------ | ----- | ---- | --------------------------- |
| 2003  | Team Bucknum Racing | Bryan Willman · Chris McMurry | Pilbeam MP91-JPX | LMP675 | 27    | DNF  | DNF                         |

### Résultats complets de l'American Open Wheel Racing

#### IRL IndyCar Series
| Année | Équipe                   | Châssis       | Moteur            | 1   | 2   | 3   | 4       | 5       | 6   | 7   | 8   | 9      | 10     | 11     | 12     | 13     | 14     | 15  | 16     | 17  | Rang | Points |
| ----- | ------------------------ | ------------- | ----------------- | --- | --- | --- | ------- | ------- | --- | --- | --- | ------ | ------ | ------ | ------ | ------ | ------ | --- | ------ | --- | ---- | ------ |
| 2005  | Dreyer & Reinbold Racing | Dallara IR-05 | Honda HI5R V8     | HMS | PHX | STP | MOT 22  | INDY 22 | TXS | RIR | KAN | NSH    | MIL    | MIS    | KTY    | PPIR   |        |     |        |     | 25e  | 63     |
| 2005  | AJ Foyt Enterprises      | Dallara IR-05 | Chevrolet Indy V8 |     |     |     |         |         |     |     |     |        |        |        |        |        | SNM 10 | CHI | WGL 11 | FON | 25e  | 63     |
| 2006  | Hemelgarn Racing         | Dallara IR-05 | Honda HI6R V8     | HMS | STP | MOT | INDY 32 | WGL     | TXS | RIR | KAN |        |        |        |        |        |        |     |        |     | 20e  | 97     |
| 2006  | AJ Foyt Enterprises      | Dallara IR-05 | Honda HI6R V8     |     |     |     |         |         |     |     |     | NSH 18 | MIL 13 | MIS 14 | KTY 13 | SNM 18 | CHI 17 |     |        |     | 20e  | 97     |

#### Indy 500
| Année | Châssis | Moteur | Début | Arrivée | Équipe    |
| ----- | ------- | ------ | ----- | ------- | --------- |
| 2005  | Dallara | Honda  | 21    | 22      | D & R     |
| 2006  | Dallara | Honda  | 22    | 32      | Hemelgarn |